# Langueux
Langueux é uma comuna francesa na região administrativa da Bretanha, no departamento Côtes-d'Armor. Estende-se por uma área de 9,09 km². Em 2010 a comuna tinha 8 037 habitantes (densidade: 884,2 hab./km²).